# Alliopsis sepiella
Alliopsis sepiella är en tvåvingeart som först beskrevs av Zetterstedt 1845.  Alliopsis sepiella ingår i släktet Alliopsis och familjen blomsterflugor. Arten är reproducerande i Sverige. Inga underarter finns listade i Catalogue of Life.